# スナイドル銃
スナイドル銃（スナイドルじゅう、Snider-Enfield スナイダーエンフィールド）とは、イギリスのエンフィールド造兵廠 (RSAF) が前装式ライフル銃であるエンフィールド銃を改造した後装式小銃である。日本では蘭語読みで「スナイドル」と呼ばれるが、英語読みでは「スナイダー」で、これは機関部を考案したジェイコブ・スナイダー（英語: Jacob Snider）の名に由来する。
今日広く使用されているセンターファイア式実包に使用される、ボクサー型雷管の原型となった口径14.7 mmのボクサーパトロン (.577 Snider) を使用した。
1866年にイギリス陸軍が制式採用した。日本にも明治維新前後から輸入されるようになり、明治7年（1874年）には旧日本陸軍の制式歩兵小銃として採用された。

## 構造と特色

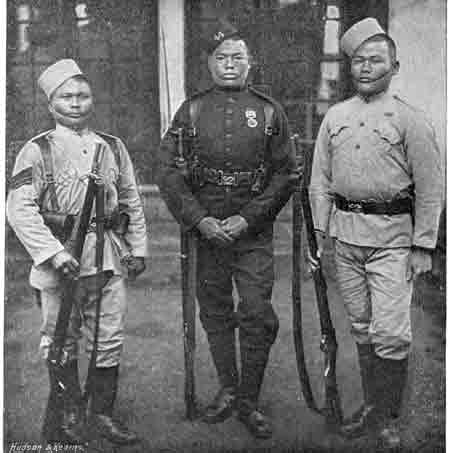
スナイドル銃を装備したグルカ兵（1898年）

スナイドル銃はエンフィールド銃の銃身後部が切断され、米国人のジェイコブ・スナイダーが考案した右開きの蝶番式銃尾装置が取り付けられており、前装銃と後装銃の中間に位置する過渡的な構造である。この右開きの構造が煙管で用いられる刻みタバコを入れる莨入（）に類似していた事から、日本語ではこれを意味する莨嚢式（）とも呼ばれた。より正確には銃尾開閉型莨嚢式と呼ばれ、スナイドル銃と同様の構造ながらも前方向に開閉する、後装式改造エンフィールド銃（改造エンピール銃）やアルビニー銃（英語: Albini-Braendlin_rifle）は活罨式（）として明確に区別された。
エンフィールド銃をスナイドル銃に改造する費用は、1878年（明治11年）の日本での見積価格で1丁あたり3円30銭だったと記録されている。

### メカニズム
スナイドル銃の構造は、改造母体となったエンフィールド銃をそのまま流用しているため、雷管式前装銃のサイドハンマー式撃発機構を使用している。
改造された部分はエンフィールド銃の銃身後方のみであり、ここを切断して蝶番式銃尾装置がネジで固定されており、弾薬の装填と排莢は蝶番で銃身とつながれたブリーチ部を開けて行う。
この時期、各国で様々な方式の前装銃の後装式への改造が行われているが、その中でもスナイダーの考案した蝶番式銃尾装置は最もシンプルな構造で、腔圧によってブリーチが吹き飛ぶ心配の少ないものだった。

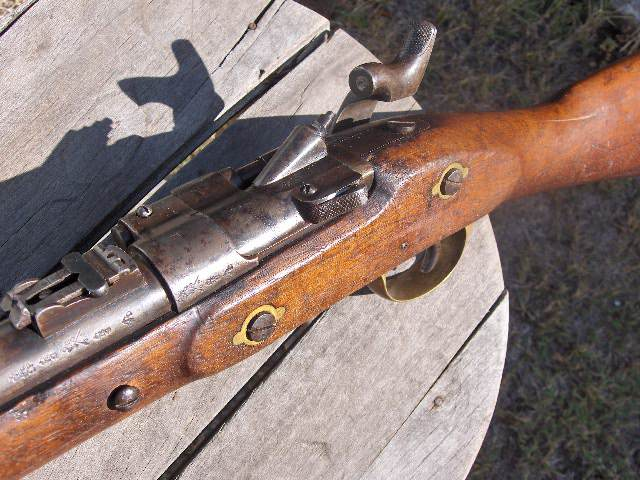
スナイドル騎兵銃のブリーチ部閉鎖状態
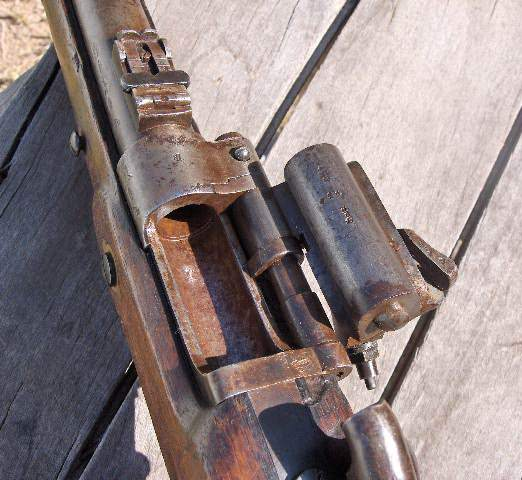
スナイドル騎兵銃のブリーチ部開放状態
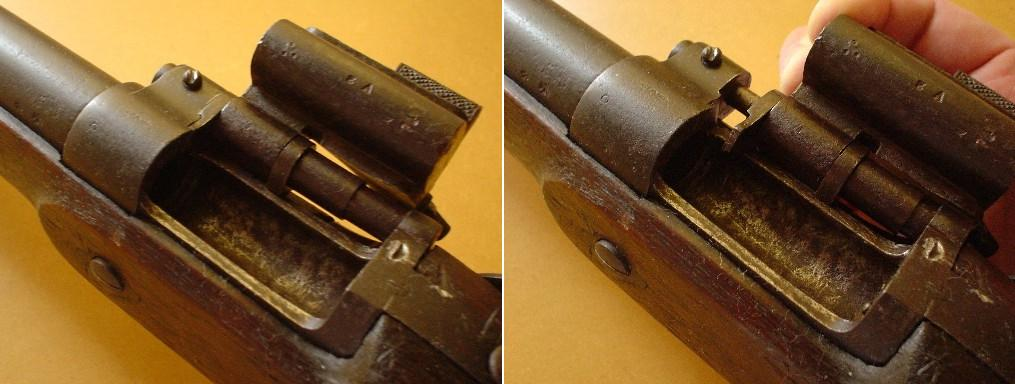
開放したブリーチ部を引くとエクストラクターが後退する

一体型薬莢を用いる後装式では、前装式と比べて不発時の対処は格段に容易となったが、発射後に腔圧で膨張した薬莢が、薬室の内側に張り付くという新しい現象が発生したため、薬莢を強制的に引き出す排莢機構が必要となった。
このため、スナイダーの銃尾装置では、開放状態にした蝶番式ブリーチを後方に引くと、銃身後端に収まっているエキストラクター（抽弾子）が同時に後退し、薬莢後端のリムと呼ばれる縁状の突起部を引っ掛けて、薬莢を引き出す仕組みになっている。薬莢を薬室から引き出すことに成功したら、その後は銃を傾けるか薬莢を指でつまむことで、薬莢を簡単に取り去ることができる。

### 弾薬
スナイドル銃が使用するボクサーパトロン（.577スナイドル弾、.577 Snider）は黒色火薬が詰められた金属製の薬莢基部にボクサー雷管が挿入されており、これを後方から撃針で打撃すると着火する。火薬の燃焼は薬莢の内部だけで完結する仕組みであり、同時代のドライゼ銃やシャスポー銃で用いられた紙製薬莢のように撃針で薬莢底部を突き破る必要がない上、発射ガスによる腔圧で膨張した薬莢側筒部が薬室内壁に張り付いて密封されるため、紙製薬莢式の銃器が悩まされた銃身後端（薬室部）からのガス漏れは起こらないようになっていた。

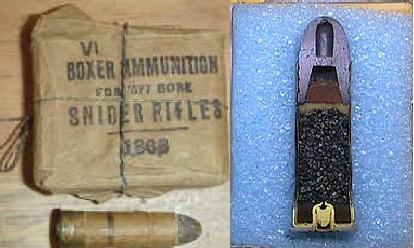
現存するボクサーパトロン10発入りパッケージ（左）と同弾薬の断面
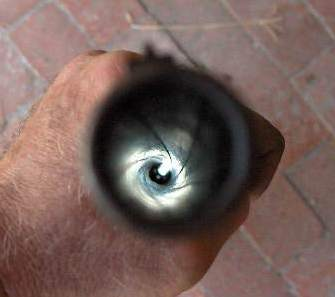
現存するスナイドル騎兵銃の銃身内部：5条のライフリングが確認できる

当初のボクサーパトロンは薬莢基部だけが真鍮製で、側筒部は紙で作られていたが、水圧プレスの深絞り成型技術が進歩すると全体が金属で作られるようになった。そしてセンターファイア式金属薬莢の完成形として広く普及し、今日に至っている。
日本陸軍では用いられなかったようであるが、.577スナイドル弾にはライフル弾頭以外に散弾銃の大物獣狩りで用いられるバックショットも用意され、英印軍や英国の刑務所における暴徒鎮圧の為に用いられた。1902年から1908年に掛けてイギリス領インドノースウエストフロンティア州 (1901-1955年)に勤務したフランク・リチャーズは自著『Old Soldier Sahib』において、同地の英印軍が施設警備の際に、制式小銃のリー・エンフィールドとは別にスナイドル銃をバックショット実包と共に備えつけていた事を記している。リチャーズによると、英印軍の宿営地にはしばしば現地部族が銃器を盗む為に忍び込む事があり、歩哨の兵士はこのような動きを見かけるとスナイドル銃のバックショットで盗人を射撃した。バックショットはリー・エンフィールドの.303ブリティッシュ弾と比較すれば威力が低く、流れ弾となった際に自軍の兵士達に被害を及ぼす可能性が低い利点があった。
しかし、スナイドル銃のバックショットは相当以上に強力なもので、英国の詩人ラドヤード・キップリングは『The Grave of the Hundred Head （百人の頭の墓）』という詩でスナイドル銃のバックショットによる射撃を次のように生々しく描写した。
スナイドルはジャングルで激しく襲った。

誰かが笑いながら逃げ出した、

彼は最初の獲物、サバルタンの死者を拾った。

彼の額にある青い大きな印、

そして彼は後ろから頭を吹き飛ばされて死んだ。
.577スナイドル弾は今日の散弾銃でいうところの24ゲージ(24番)とほぼ同じ寸法であり、村田銃などの11×60mmR弾（30ゲージ相当）よりも大口径な為、バックショットを射撃するには適していた。現在、.577スナイドル弾をリローディングする場合は、使用済み薬莢を再利用するか、1930年代ごろまでに製造が打ち切られた新品薬莢を入手して利用する以外に、24ゲージの真鍮薬莢をリサイズして用いる方法が選択されている。

### 問題点
スナイドル銃は最初期の後装銃だったため、銃身内のライフリングと弾丸の関係性について技術的に未完成なまま製品化されており、改造母体となった前装式のエンフィールド銃よりも命中精度が悪く、下記のような問題点があった。
- エンフィールド銃では蜜蝋を塗った紙に包まれた状態で銃身内に装填されていた弾丸が、スナイドル銃では直接ライフリングと摩擦する構造に変更されたため、摩擦熱で溶けた鉛がライフリングに付着して蓄積し、銃身の寿命を短くするという問題が起きた。そのため発射後は速やかにブラシを使って銃身内を清掃する必要があった。
- スナイドル銃は薬莢内に発射薬が密封されて量を簡単に調整できない弾薬を使うため、射程や威力を増すために発射薬量を増やす、あるいは反動を抑えるために薬量を減らすという前装式で長く使われてきた手法が使えず、熟練した射手ほど使い難いと感じた。
- スナイダーの銃尾装置はエンフィールド銃から簡単に改造する事を優先したデザインだったため、撃発機構は管打式から流用されたサイドハンマー式をそのまま流用していた。サイドハンマー式では射撃の際に、銃身軸線から大きくずれた角度から衝撃が加わるため動揺が起きやすく、命中精度の向上は期待できなかった[注釈 2]。
- スナイダーの銃尾装置でブリーチ部を蝶番状に結合させているピンの強度が低く、排莢時にブリーチ部を後退させる際などに余分な力が加わって変形し易いデザインだったこともあり、ブリーチが開き難くなる問題があった。
- ブリーチ側方から突き出した撃針後部は、撃鉄に叩かれ続けているうちに潰れて太く変形していく。そのまま使用し続けると撃針孔の中で詰まってしまい、ブリーチ先端から飛び出したまま戻らなくなりはじめ、最終的にブリーチを開けなくなってしまう。このため撃針は定期的に交換する必要があった。

### バリエーション
スナイドル銃の改造母体となったエンフィールド銃には、銃身長の違いによって三ツバンド、二ツバンド、騎兵銃の3種類が存在したため、これを改造したスナイドル銃もこれを継承している。
また、製造された状況からの区分も存在し、エンフィールド銃から改造されたMK I、最初からスナイドル銃として製造されたMK II、蝶番式ブリーチにラッチ式ロックが追加され、銃身素材が従来の鋳鋼から圧延炭素鋼となったMK IIIの3種類が存在する。
顧客別のバージョンも存在し、イギリス軍以外の顧客向けに製造されたモデルも存在し、民間市場向けに製造された、富裕な狩猟愛好家向けの高級仕上げタイプや、武器商人が交戦地向けに輸出するための、メーカ刻印を省いて原産国が特定できないようにしたタイプなどが製造された。
スナイドル銃の製造は、イギリス本国以外でも行われ、英領インドのダムダム工廠などで現地生産された。また、同時期にイギリスの援助を受けていた1870年代のネパール王国でも、スナイドル銃の模造品の生産が行われた。

### 派生品
また、正規品や模倣品のバリエーション以外に、各国で下記のような派生品が製造されている。
- フランス[8]・デンマーク[9]・オランダ[10] では、滑腔式ゲベール銃にライフリングを施したミニエー改造銃を、更にスナイダーの銃尾装置を模倣・小改良した装置で後装式に改造した製品が製造された。
- ボヘミア（現チェコ領）でスナイドル式とレミントン式を掛け合わせたKrnka式銃尾装置が開発され、これを用いるKrnka銃がロシアで製造された[11][注釈 7]。

### 配備状況

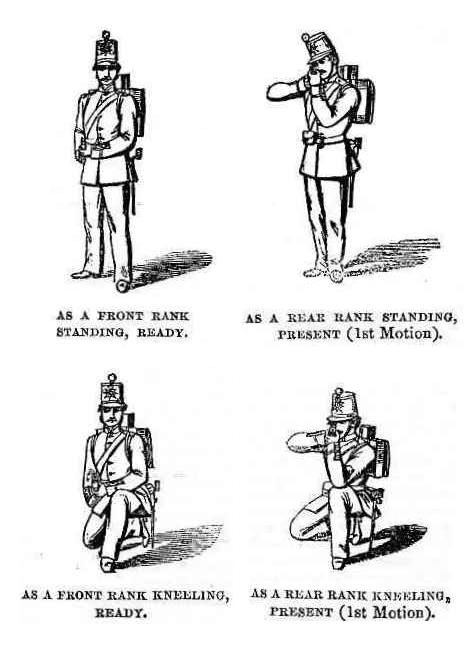
1867年発行の操典に示されたスナイドル銃の射撃姿勢
二列横隊を組んだ際の立射ないし膝射で、向かって左が待機中の前列、同右が射撃する後列

スナイドル銃はケープ植民地、英領インド、オーストラリア、ニュージーランド、カナダといったイギリスの植民地や英連邦王国で使われた。
英印軍の現地人部隊では、スナイドル銃が1890年代半ばまで使われたが、その理由は英印軍が反乱を起す事を警戒したイギリス軍が、インド大反乱から1905年までの間、その使用銃をイギリス軍より1世代前の物しか与えなかったため、とされている。

### 現在

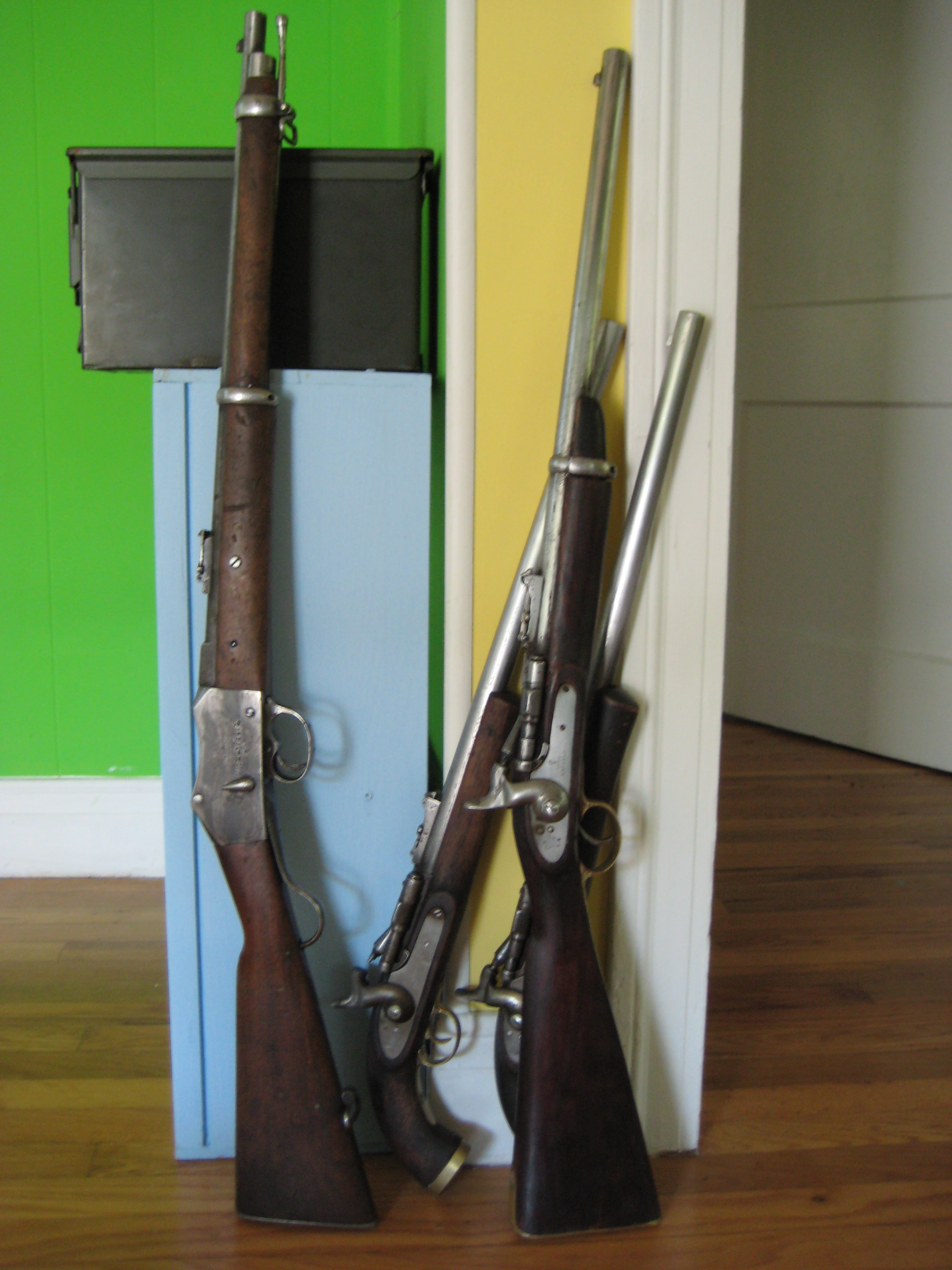
カイバル峠で複製されたマルティニ・ヘンリー(左)とスナイドル・エンフィールドの騎兵銃(右)。カイバル峠の複製銃の中には真正品そのものの刻印が荒唐無稽な配列で打刻されていたり、後方に2挺並んだ「スナイドル・エンフィールドのソードオフ・ピストル」のように、実用品ではあり得ない形態の銃が当時物そっくりに密造されている事から、観光客や国際治安支援部隊の外国人駐留兵(主にアメリカ兵)の間で土産物として母国に持ち帰られる例が少なくないとされる。

スナイドル-エンフィールド銃は、ネパールで相当数が生産配備されていた事もあり、2010年代現在の骨董銃器市場でも比較的豊富に出回っている古式銃である。2004年にネパール陸軍が、1839年以来保管されていた50000挺以上にものぼる古式銃を軍払下品として一挙に市場放出したこともあり、インターナショナル・ミリタリー・アンティークスなどの古式銃オークションなどでも入手しやすい銃となっている。
薬莢は前述の通り24ゲージの真鍮製散弾薬莢をリサイズする事が広く行われている。弾頭は鉛で鋳造する為の鋳型が販売されており、黒色火薬やホジドン・パウダー・カンパニーなどで製造される黒色火薬代替品等を用いてハンドロードする事で実包を入手できる。カナダの国定史跡であるシタデル・ヒル (フォート・ジョージ)では所蔵する60挺余りのスナイドル銃を用いて、毎日観光客向けの実射を伴うデモンストレーションを行っており、フォート・ヘンリー国定史跡でも歴史再現劇の為に複数の種類のスナイドル銃の運用を行っている。
これらの真正の古式銃とは別に、2010年代に於いても地球上で唯一スナイドル銃の「製造」を継続しているのが、パキスタン北西辺境州の銃器製作者たちである。カイバル峠を拠点とするダッラ・アダム・ケール在住のアフリディ族達は、マルティニ・ヘンリー銃やエンフィールド銃などの英国軍制式小銃と同様に、スナイドル銃を真正品そっくりに、或いは真正品では有り得ないような形態で密造しており、欧米の銃器コレクターの間では峠製の銃と呼ばれている。

## 日本におけるスナイドル銃
スナイドル銃は戊辰戦争期にイギリスを通じて薩摩藩に導入され、先進的軍備の整備を目指した長岡藩や、仙台藩の額兵隊など幕府諸軍によっても使用された。また、後発で洋式軍制を導入した小藩が初期導入しているケースもあった（上山藩・郡上藩など）。
大倉組によると幕末に輸入された本銃は、当時の価格で一挺9ドル30セントであった。
戊辰戦争当時、日本に入っていたスナイドル銃の数は少なかったが、後装式で連射性に優れていたため、会津戦争での戸ノ口原の戦いでは僅か10挺のスナイドル銃が、旧式のゲベール銃を装備した会津藩白虎隊を打ち破るなどの活躍を見せた。
幕府では慶応2年（1866年）12月にナポレオン3世から2個連隊分のシャスポー銃が提供され、追加で10000丁ほど注文している。シャスポー銃自体は命中精度に優れていたが、フランス語で書かれた教範の翻訳が間に合わないことや、湿度の影響を受けやすい紙製薬莢の問題もあり、あまり活用されなかった。
一方、スナイドル銃は湿度の影響を受けない金属薬莢であるため、日本の気候でも不発が少ないという利点はあったが、前装銃と全く異なる使用法に兵が戸惑う、といった問題点も明らかになった。
倒幕派諸藩が導入していた前装式エンフィールド銃に簡単な改造を施すだけで後裝銃を製造できたため、諸藩で改造が行われた。ただし、当時の日本での改造銃の多くはベルギー製のアルビニー銃 と同じ、薬室が前方に開閉する活罨式（）と呼ばれる方式だった。これはスナイドルの側面開放式よりもアルビニーの前方開閉式の方が改造が容易だったためである。よって厳密にはこれらは改造エンピール銃に含まれ、スナイドル銃とは明確に区別される。だが、薬室の方式に違いはあれど、ボクサー型の実包は共用可能であったので、スナイドル銃と混用しての運用には不都合は無い。
新生日本陸軍の誕生とともに、信頼性の高い金属薬莢を使用するスナイドル銃が主力装備とされ、陸軍の歩兵・工兵ならびに海軍（後にマルティニ・ヘンリー銃を採用）が装備し、大量に調達されていた記録や、集成館事業での蓄積で近代工業基盤が存在した鹿児島（旧薩摩藩）が弾薬を国産化して、ほぼ独占的に供給していたとの記録 が残されている。
スナイドル銃は西南戦争で政府軍の主力装備として用いられ、農民層からの徴兵を主体とする政府軍は銃撃戦で士族中心の薩軍と対峙したため、陸軍省は諸外国の商会を通じて大量の弾薬の調達に奔走し、清国から弾薬を借用する交渉まで進められていた記録が残されている。鹿児島にあった主装備を大阪に持ち去られ、草牟田や磯の火薬局・造船所から強奪した旧式のエンフィールド銃しか装備できなかった薩軍は、緒戦からスナイドル銃の連射能力の前に多大の出血を強いられ圧倒された。
西南戦争で大量に準備されたスナイドル弾薬は、西郷軍の鎮圧が終了した事で余剰となって大量にストックされていたため、1879年（明治11年）に各地の工廠に退蔵されていたエンフィールド銃の大部分をスナイドル式へ改造する作業が開始されている。
1880年（明治13年）、シャスポー銃を金属薬莢用に改造したグラース銃を参考にしたボルトアクション式の村田銃が開発されると、陸海軍ともに装備の更新が開始されるが、最重要部品である銃身を輸入に頼るなど未発達な工業基盤の下で製造された13年式村田銃の調達ペースは遅く、大量の弾薬備蓄を有したスナイドル銃も日清戦争まで二線装備として配備され続けた。
30年近くに渡って酷使されたスナイドル銃の中には、蝶番構造をつなぐピンが変形して開き難くなっていた物もあり、戦地では兵士には小型の木槌が一緒に配備され叩いて蝶番を開いていたと伝えられている。
日清戦争後、有坂成章が開発した無煙火薬を用いる三十年式歩兵銃が採用されると、完全に旧式火器となったスナイドル銃は引退し、学校教練用に払い下げられたり、村田銃などとともに清国や朝鮮などに供与されたが、太平洋戦争末期の本土決戦用に国民義勇隊に再配備され、兵器として再登場した事でも知られている。
| 先代 日本陸軍の建軍 | 日本軍制式小銃 1871-1880 | 次代 村田銃 |